# Gyászos medvelepke
A gyászos medvelepke (Diaphora luctuosa) a kvadrifid bagolylepkefélék családjába tartozó, Közép-Európában és a Balkánon honos lepkefaj. 

## Megjelenése
A gyászos medvelepke szárnyfesztávolsága 2,6-3,1 cm. Feje és tora szürkésbarna, ajaktapogatója sötétbarna. A potroh valamivel világosabb barna, nagy vagy csak halványan foltos, hasoldala sárgás, kifejezettebb foltokkal. A szárnyak áttetsző szürkésbarnák, hasonló a rojt is. A nőstény világosabb sárgásbarna árnyalatú. AZ elülső szárnyon sötétebb szürkésbarna foltsorok láthatóak, amik középen homályosak, gyakran árnyékszerűek. A szárnyszegély erei kissé sötéten behintettek, a rojt gyakran sötétebb foltozású. A hátulsó szárnyon csak a szegélyen fut végig egy foltsor, illetve középen látható holdfolt; néha a rojt tövén is találhatóak apró feketés pontok. A fonák világosabb sárgásbarna, a rojt sárgás, a rajzolat a felszínének megfelelő. A foltsorok egyike sem folyik össze folytonos vonallá, a hím és a nőstény közel egyforma színű. 
A foltsorok egyike sem folyik össze folytonos vonallá, a hím és a nőstény közel azonos színezetű. 
Változékonysága nem számottevő. 
Hernyója sötétbarna, hosszú, erős szőrei szintén barnák.

### Hasonló fajok
Magyarországon nem él másik, hozzá hasonló faj.

## Elterjedése
Közép-Európában és a Balkánon honos. Magyarországon igen ritka, főleg a Dunántúl melegebb fekvésű élőhelyein (Mecsek, Pilis, Csopak, Sümeg, Várpalota) fordul elő.     

## Életmódja
Évente egy nemzedéke nő fel, imágói májusban repülnek. Hernyója polifág, kisebb termetű lágyszárú növények leveleivel táplálkozik. Kifejlődve levelek, törmelék, moha között szövedékben bebábozódik és bábként telel át. 
Magyarországon védett, természetvédelmi értéke 50 000 Ft.

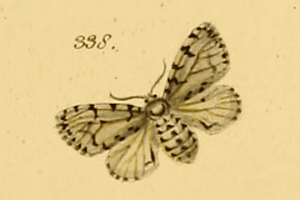
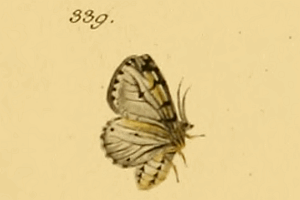